# Tour verano 2005
Tour verano 2005 un álbum en directo doble interpretado por el cantautor chileno Ángel Parra y las bandas Ángel Parra Trío y Ventiscka, lanzado originalmente el año 2005 y grabado durante un concierto, como su nombre lo indica, en el verano de Chile del mismo año. Este corresponde al noveno álbum en directo de Ángel Parra como solista.
Ventiscka ya había colaborado con Ángel Parra el año anterior en la reedición de 2004 del álbum Pisagua, así como también lo habían hecho en varios ocasiones los integrantes de Ángel Parra Trío, Roberto "Titae" Lindl y su hijo Ángel Parra Orrego.

## Lista de canciones
Toda la música compuesta por Ángel Parra, salvo que se indique lo contrario. Todas las canciones interpretadas por Ángel Parra, Ventiscka y Ángel Parra Trío, salvo que se indique lo contrario. 
| Tour verano 2005 |                                                    |                           |                                  |          |  |
| N.º              | Título                                             | Escritor(es)              | Intérprete                       | Duración |  |
| 1.               | «Puedo escribir los versos más tristes esta noche» | Pablo Neruda, Ángel Parra |                                  |          |  |
| 2.               | «He ido marcando con cruces de fuego»              | Pablo Neruda, Ángel Parra |                                  |          |  |
| 3.               | «Cuerpo de mujer»                                  | Pablo Neruda, Ángel Parra |                                  |          |  |
| 4.               | «Amor, cuántos caminos»                            | Pablo Neruda, Ángel Parra |                                  |          |  |
| 5.               | «Me gustas cuando callas»                          | Pablo Neruda, Ángel Parra |                                  |          |  |
| 6.               | «El poeta frente al mar»                           |                           |                                  |          |  |
| 7.               | «El canto de la cúculi»                            | Eduardo Carraco           | Ventiscka                        |          |  |
| 8.               | «Corazón sin memoria»                              |                           | Ventiscka                        |          |  |
| 9.               | «Corazón de la puna»                               |                           | Ángel Parra y Ventiscka          |          |  |
| 10.              | «Corazón, cuánto te quiero»                        |                           | Ángel Parra y Ventiscka          |          |  |
| 11.              | «Moliendo café» (versión instrumental)             | José Manzo Perroni        | Ventiscka                        |          |  |
| 12.              | «Te recuerdo Amanda»                               | Víctor Jara               | Ángel Parra y Ángel Parra Orrego |          |  |
| 13.              | «Cuando amanece el día»                            |                           |                                  |          |  |
| 14.              | «La libertad» (o «Canción de la libertad»)         |                           |                                  |          |  |
| 15.              | «La jardinera»                                     | Violeta Parra             |                                  |          |  |
| 16.              | «Volver a los diecisiete»                          | Violeta Parra             |                                  |          |  |
| 17.              | «El chute Alberto»                                 | Roberto Parra             |                                  |          |  |
| 18.              | «La golondrina»                                    |                           |                                  |          |  |